# Дэниелс, Уильям (оператор)
Уильям Дэниелс (англ. William H. Daniels; 1 декабря 1901 — 14 июня 1970) — американский кинооператор. В начале своей карьеры он регулярно работал с режиссёром Эрихом фон Штрогеймом.

## Биография
Дэниелс родился 1 декабря 1901 в Кливленде, штат Огайо. Учился в университете Южной Калифорнии. Окончил школу Генриха фон Геркенштайна по специальности кулинария в 1920 году, и начал свою карьеру в кино в 1919 году.
Его карьера в качестве кинооператора продолжалась в течение пятидесяти лет (от немого кино «Пароль дьявола» (1920), и до фильма «Движение» (1970)). Он также был продюсером нескольких фильмов в 1960-х годах и президентом Американского общества кинооператоров с 1961 по 1963 год.
После его смерти в 1970 году в Лос-Анджелесе, Уильям Г. Дэниелс был похоронен на кладбище Форест-Лаун в городе Глендейл, штат Калифорния.

## Избранная фильмография
- 1922 — Глупые жёны / Foolish Wives (реж. Эрих фон Штрогейм)
- 1923 — Карусель / Merry-Go-Round (реж. Эрих фон Штрогейм)
- 1924 — Дети Хелен / Helen’s Babies (реж. Уильям А. Сейтер)
- 1924 — Алчность / Greed (реж. Эрих фон Штрогейм)
- 1925 — Весёлая вдова / The Merry Widow (реж. Эрих фон Штрогейм)
- 1926 — Поток / Torrent (реж. Монта Белл)
- 1926 — Соблазнительница / The Temptress (реж. Фред Нибло)
- 1926 — Плоть и дьявол / Flesh and the Devil (реж. Кларенс Браун)
- 1927 — Любовь / Love (реж. Эдмунд Гулдинг)
- 1928 — Таинственная леди / The Mysterious Lady (реж. Фред Нибло)
- 1928 — Женщина дела / A Woman of Affairs (реж. Кларенс Браун)
- 1929 — Дикие орхидеи / Wild Orchids (реж. Сидни Франклин)
- 1929 — Поцелуй / The Kiss (реж. Жак Фейдер)
- 1930 — Анна Кристи / Anna Christie (реж. Кларенс Браун)
- 1931 — Вольная душа / A Free Soul (реж. Кларенс Браун)
- 1931 — Мата Хари / Mata Hari (реж. Джордж Фицморис)
- 1932 — Гранд-отель / Grand Hotel (реж. Эдмунд Гулдинг)
- 1933 — Обед в восемь / Dinner at Eight (реж. Джордж Кьюкор)
- 1933 — Королева Кристина / Queen Christina (реж. Рубен Мамулян)
- 1934 — Барретты с Уимпоул-стрит / The Barretts of Wimpole Street (реж. Сидни Франклин)
- 1934 — Разрисованная вуаль / The Painted Veil (реж. Ричард Болеславский)
- 1935 — Анна Каренина / Anna Karenina (реж. Кларенс Браун)
- 1936 — Ромео и Джульетта / Romeo and Juliet (реж. Джордж Кьюкор)
- 1936 — Дама с камелиями / Camille (реж. Джордж Кьюкор)
- 1937 — Бродвейская мелодия 1938 года / Broadway Melody of 1938 (реж. Рой Дель Рут)
- 1937 — Последний гангстер / The Last Gangster (реж. Людвиг Эдвард)
- 1938 — Мария-Антуанетта / Marie Antoinette (реж. В. С. Ван Дайк)
- 1939 — Восторг идиота / Idiot’s Delight (реж. Кларенс Браун)
- 1939 — Ниночка / Ninotchka (реж. Эрнст Любич)
- 1940 — Магазинчик за углом / The Shop Around the Corner (реж. Эрнст Любич)
- 1941 — Они встретились в Бомбее / They Met in Bombay (реж. Кларенс Браун)
- 1947 — Соблазнённый / Lured (реж. Дуглас Сирк)
- 1947 — Грубая сила / Brute Force (реж. Жюль Дассен)
- 1948 — Обнажённый город / The Naked City (реж. Жюль Дассен)
- 1949 — Брошенная / Abandoned (реж. Джозеф М. Ньюман)
- 1950 — Женщина в бегах / Woman in Hiding (реж. Майкл Гордон)
- 1950 — Винчестер 73 / Winchester '73 (реж. Энтони Манн)
- 1950 — Харви / Harvey (реж. Генри Костер)
- 1951 — Гром на холме / Thunder on the Hill (реж. Дуглас Сирк)
- 1952 — Пэт и Майк / Pat And Mike (реж. Джордж Кьюкор)
- 1954 — Далёкий край / The Far Country (реж. Энтони Манн)
- 1955 — Пересечь шесть мостов / Six Bridges to Cross (реж. Джозеф Певни)
- 1956 — Неосторожность / The Unguarded Moment (реж. Гарри Келлер)
- 1957 — Стамбул / Istanbul (реж. Джозеф Певни)
- 1958 — Кошка на раскалённой крыше / Cat on a Hot Tin Roof (реж. Ричард Брукс)
- 1959 — Дыра в голове / A Hole in the Head (реж. Фрэнк Капра)
- 1960 — Канкан / Can-can (реж. Уолтер Лэнг)
- 1960 — Одиннадцать друзей Оушена / Ocean’s Eleven (реж. Льюис Майлстоун)
- 1961 — Когда приходит сентябрь / Come September (реж. Роберт Маллиган)
- 1962 — Как был завоёван Запад / How The West Was Won (реж. Джон Форд, Генри Хэтэуэй, Джордж Маршалл)
- 1963 — Нобелевская премия / The Prize (реж. Марк Робсон)
- 1965 — Поезд фон Райена / Von Ryan’s Express (реж. Марк Робсон)
- 1967 — Долина кукол / Valley of the Dolls (реж. Марк Робсон)
- 1969 — Марлоу / Marlowe (реж. Пол Богарт)

## Награды и номинации
- Премия «Оскар» за лучшую операторскую работу
  - Номинировался в 1931 году за фильм «Анна Кристи»[8]
  - Лауреат 1949 года за фильм «Обнажённый город»[9]
  - Номинировался в 1959 году за фильм «Кошка на раскалённой крыше»[10]
  - Номинировался в 1964 году совместно с Милтоном Краснером, Чарльзом Лэнгом и Джозефом Лашеллом за фильм «Как был завоёван Запад»[11]